# Lullaby (chanson de Nickelback)
Singles de Nickelback
This Means War
(2012) Trying Not to Love You
(2012)
Lullaby est le trente-deuxième single du groupe Nickelback et le quatrième de l'album Here and Now sorti en 2011.

## Classements
| Classement (2012)                      | Meilleure position |
| -------------------------------------- | ------------------ |
| Allemagne (Media Control AG)           | 36                 |
| Australie (ARIA)                       | 58                 |
| Autriche (Ö3 Austria Top 40)           | 26                 |
| Belgique (Flandre Ultratop 50 Singles) | 3                  |
| Canada (Hot 100)                       | 52                 |
| Suisse (Schweizer Hitparade)           | 45                 |
| États-Unis (Hot 100)                   | 89                 |
| États-Unis (Adult Pop Songs)           | 15                 |

## Liste des chansons
| 1.   | Lullaby                    | 3:48 |
| 2.   | If Today Was Your Last Day | 4:08 |
| 7:56 |                            |      |